# Wandex
Wandex — первая поисковая система Интернета в мире, осуществлявшая поиск по веб-сайтам.

## История создания
Первой системой, придуманной для нахождения информации во Всемирной паутине был «Wandex», уже не существующий индекс, который создавал «World Wide Web Wanderer» — бот на языке Perl, разработанный Мэтью Грэем (англ. Matthew Gray) из Массачусетского технологического института в 1993. Создатель «Вандекса» также принимал участие в разработке Apache, создании сайта MIT и других проектах. Ныне Мэтью Грэй является сотрудником компании Google.
Нужно отметить, что в 1993 году во всём Интернете насчитывалось всего лишь 623 веб-сайта, так что работы у «Вандекса» было поменьше, чем у современных поисковых систем. К тому же, благодаря таким скромным масштабам, для составления индексов и выдачи результатов не требовались ни мощные сервера с многоуровневой кластеризацией, ни сложная функциональность алгоритмов поиска и ухищрения по их оптимизации.
Wandex и другие первые сервисы имели весьма несовершенную систему поиска. При запросе слова они выдавали не наиболее релевантные ссылки, а все страницы, его содержащие, без анализа и ранжирования. Поэтому некоторое время реальными конкурентами поисковиков были каталоги страниц — сайты с вручную отсортированными коллекциями ссылок на веб-ресурсы.

## Яндекс
23 сентября 1997 была открыта поисковая машина Яндекс. К настоящему времени, благодаря её популярности, при слове «Wandex» многие обычно вспоминают как раз её.

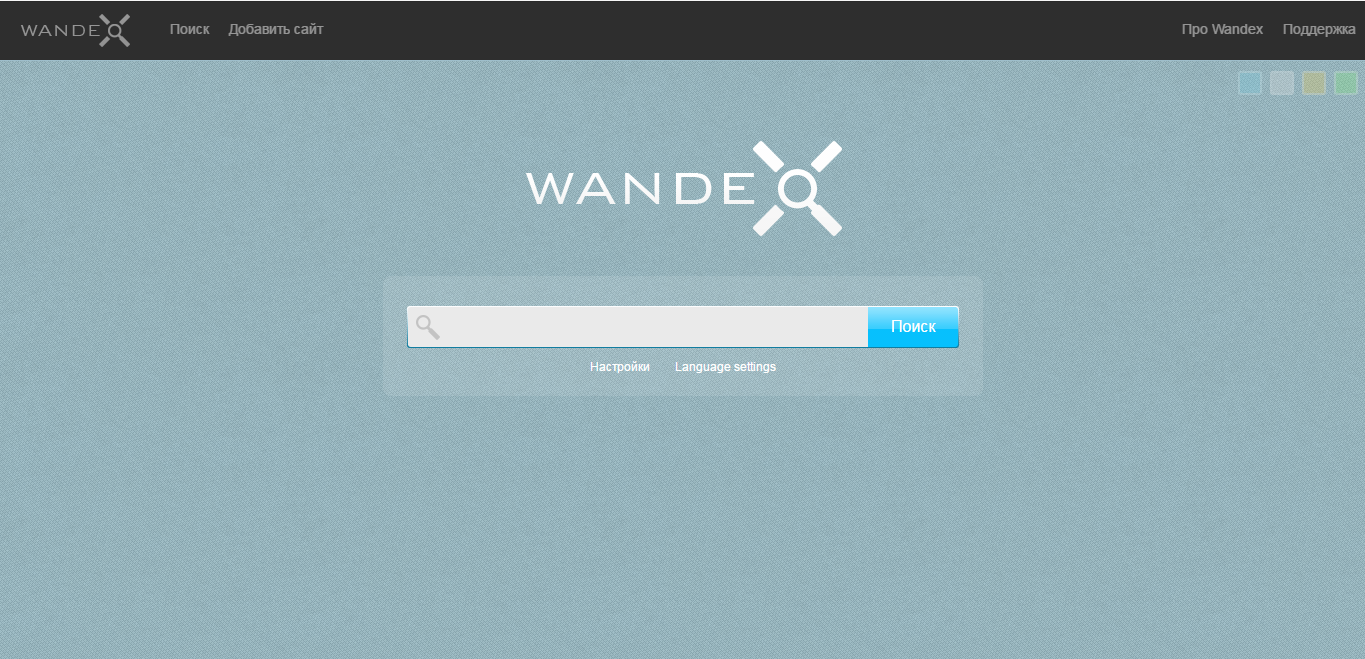
Главная страница Wandex

## Возрождение Wandex
31 декабря 2011 стало известно о восстановлении Wandex, 1 января 2012 поисковый бот под именем World Wide Web Wanderer был зафиксирован владельцами многих сайтов, что стало поводом для обсуждений. В данный момент на главной странице расположена поисковая строка, над которой находится надпись «WANDEX». Буква «X» изображена в виде перекрещивающихся линий, одна из которых изображает лупу - часто используемый символ Интернет-поиска.